# Portisco

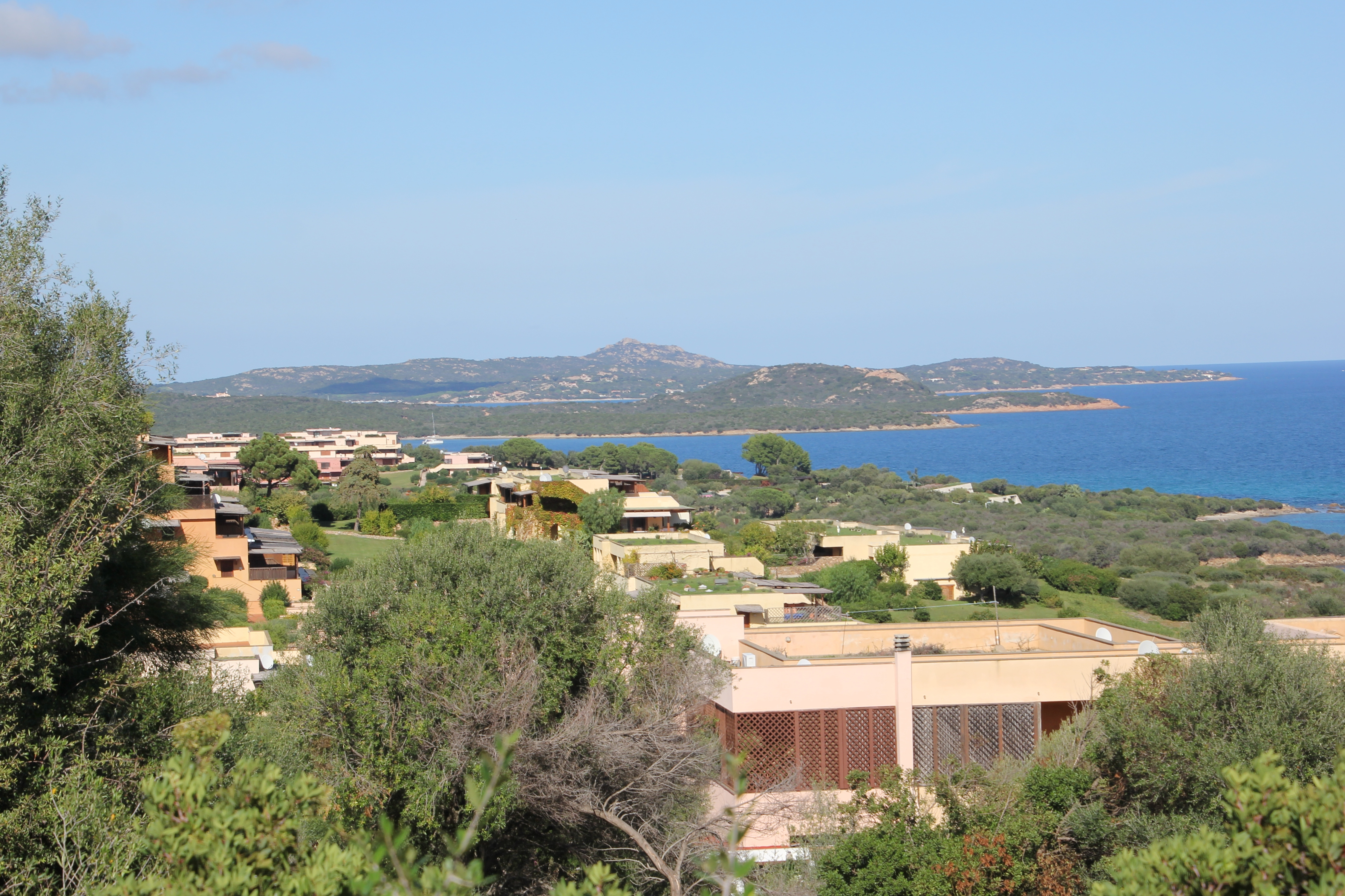
Veduta di Portisco

Portisco è una località che fa parte del comune di Olbia, in provincia di Sassari. Si trova in prossimità del  golfo di Cugnana e a poche centinaia di metri linea-mare da Porto Rotondo.
Benché non fosse una località molto popolata, negli ultimi anni Portisco si è fatta conoscere a livello nazionale grazie alla costruzione del moderno e attrezzato porto turistico (la marina di Portisco) dalla capienza di 589 posti barca e che viene utilizzato anche dai mega-yacht che navigano per la Costa Smeralda. Ma lo sviluppo ha riguardato anche le abitazioni ad uso turistico, grazie soprattutto alla posizione strategica di Portisco, a metà strada tra le due località più importanti della Costa, vale a dire Porto Rotondo e Porto Cervo.